# Bruce Taylor Trophy
Die Bruce Taylor Trophy ist eine Eishockeytrophäe der ECHL, die nach dem Gründer der West Coast Hockey League Bruce Taylor benannt ist. Die Trophäe wird seit 2012 an die siegreiche Mannschaft des Western-Conference-Finales vergeben. Von 1998 bis 2004 ging sie an den Sieger des Southern-Conference-Finales und von 2005 bis 2011 an den Sieger des National-Conference-Finales.

## Gewinner
| Jahr                               | Team                              |
| Western-Conference-Playoff-Sieger  | Western-Conference-Playoff-Sieger |
| ---------------------------------- | --------------------------------- |
| 2024/25                            | Toledo Walleye                    |
| 2023/24                            | Kansas City Mavericks             |
| 2022/23                            | Idaho Steelheads                  |
| 2021/22                            | Toledo Walleye                    |
| 2020/21                            | Fort Wayne Komets                 |
| 2019/20                            | Saison abgebrochen                |
| 2018/19                            | Toledo Walleye                    |
| 2017/18                            | Colorado Eagles                   |
| 2016/17                            | Colorado Eagles                   |
| 2015/16                            | Allen Americans                   |
| 2014/15                            | Allen Americans                   |
| 2013/14                            | Alaska Aces                       |
| 2012/13                            | Stockton Thunder                  |
| 2011/12                            | Las Vegas Wranglers               |
| National-Conference-Playoff-Sieger |                                   |
| 2010/11                            | Alaska Aces                       |
| 2009/10                            | Idaho Steelheads                  |
| 2008/09                            | Alaska Aces                       |
| 2007/08                            | Las Vegas Wranglers               |
| 2006/07                            | Idaho Steelheads                  |
| 2005/06                            | Alaska Aces                       |
| 2004/05                            | Trenton Titans                    |
| Southern-Conference-Playoff-Sieger |                                   |
| 2003/04                            | Idaho Steelheads                  |
| 2002/03                            | Columbia Inferno                  |
| 2001/02                            | Greenville Grrrowl                |
| 2000/01                            | South Carolina Stingrays          |
| 1999/00                            | Louisiana IceGators               |
| 1998/99                            | Mississippi Sea Wolves            |
| 1997/98                            | Pensacola Ice Pilots              |